# Trigoniulus dimorphus
Trigoniulus dimorphus är en mångfotingart som beskrevs av Carl 1909. Trigoniulus dimorphus ingår i släktet Trigoniulus och familjen Trigoniulidae. Inga underarter finns listade i Catalogue of Life.